# 多治見市星ヶ台競技場
多治見市星ヶ台競技場（たじみしほしがだいきょうぎじょう）は、岐阜県多治見市の多治見運動公園内にある陸上競技場。

## 沿革
- 1969年（昭和44年）8月20日 - 多治見運動公園内に完成
- 1996年（平成8年）7月 - 全面改修（日本陸上競技連盟第2種公認取得）

## 施設概要
- 日本陸上競技連盟第2種公認
- トラック：400m×8レーン（全天候型ウレタン）
- フィールド：106m×68m（天然芝）
- 収容人数：4,520人（スタンド：1,020、芝生：3,500）

## 多治見運動公園内の他施設
- 多治見市営球場
- 多治見市テニスコート（通称：星ヶ台テニスコート）
- 多治見市運動広場（通称：星ヶ台運動広場）

## 所在地
- 岐阜県多治見市星ヶ台3丁目19番地

## 交通機関
- JR多治見駅・多治見駅前バスターミナル3番のりばから東鉄バス　滝呂台線、学園都市線、瑞浪＝東駄知＝多治見線(タウン滝呂センター経由)、妻木線(タウン滝呂センター経由)「総合グランド前」下車徒歩1分。